# 伊藤生更
伊藤 生更（いとう せいこう、1884年（明治17年）6月28日 - 1972年（昭和47年）7月27日）は、アララギ派の歌人。短歌結社「美知思波（みちしば）」創立者。山梨県北巨摩郡（現・韮崎市）出身。本名は、伊藤基胤（もとつぐ）。妹の権藤はなよ（権藤花代）は、唱歌「たなばたさま」の作詞者で童謡詩人。

## 人物
山梨県北巨摩郡穴山村（現・韮崎市穴山町）に父・友重、母・やよ、の長男として生まれる。1906年（明治39年）山梨師範学校（現・山梨大学）を卒業。母校の穴山尋常高等小学校、山梨師範学校附属小学校に勤める。浅川伯教（朝鮮古陶磁研究者）は、同僚で師範学校の学生時代からの親友。1908年（明治41年）に甲府市に転居。1913年(大正2年）には29歳の若さで山城尋常高等小学校校長となる。
1920年（大正9年）、チフス罹患により入院した。生死をさ迷いながらも、一命をとりとめたことで人生観が大きく変わる。いったん静養生活に入ったが、1923年（大正12年）、山梨師範学校の嘱託教師として教壇に復帰する。在職中、教科書掲載の斎藤茂吉の歌に感銘を受け、短歌を作り始める。雅号の生更は、「甦る」という漢字の部首を分けたものである。1926年（大正15年）、短歌結社「アララギ」に入会。斎藤茂吉を生涯の師と定め、茂吉の教えを受けひたすら作歌に没頭した。大正15年11月号から「アララギ」出詠。昭和2年4月号から茂吉選による。
戦前、作歌活動と並行して山梨県教育会機関紙『山梨教育』の編集発行も手掛けている（『山梨県史』資料編19巻別冊『山梨県教育会機関紙　総目次』昭和11年から昭和19年の終刊まで）。
歌人として生きる決意を固めた生更は、1935年（昭和10年）、短歌結社「美知思波」を創刊・主宰する。「ミチシバ」（道芝）とは「チカラシバ」のことで、道ばたにあってしっかりと根をはり容易に引き抜けない丈夫な草であることから会の名称とした。機関誌『美知思波』の表紙見開きページには、四項目の「美知思波信条」が掲げられ、その最初には「万葉を宗とする歌道に生くる者のみの集ひとせむ。」と記されている。奥付によると東京支部は妹の権藤宅となっている。生更の短歌の特質は、自然詠が大部分であり、写生を貫いたが、表現は平明、素朴で温もりと強靭さがある（『生更短歌の鑑賞』中島雪子著）。また、教壇に立った経験から後進の指導には定評があり、多くの勝れた歌人を育てている。会員は、山梨県内はもとより近隣諸県に及び台湾支部も設けられた。
1964年（昭和39年）7月、『美知思波30周年記念臨時増刊号』には、会員数517名の名簿を掲載、名実ともに昭和期における山梨県内最大の短歌結社となった。会員の寄稿からは、飄逸として情の深い生更の人柄が窺える。
1972年（昭和47年）、甲府の自宅にて88歳で他界。
生更の死後「美知思波」は、さらに発展し会員数650名（『甲州の文学碑』奥山正典著）に達し、昭和61年11月号の出詠者は約400名となっている。しかし、同年、選者の大森光子が急逝の機を捉えて、元新聞記者の歌人（『山梨歌人』発行人、出詠者29名）が同新聞の歌壇選者のポストから「美知思波」を外した。このことにより新入会員が減り、短歌人口の減少等、時代の趨勢なども相まって、その後「美知思波」は徐々に会員数が減り、2018年（平成30年）には終刊となる。83年間の長きにわたり発行された同人誌は全国的にみても稀であり、山梨県短歌界に大きな足跡を残した。『山梨県史』19巻の「短歌」の項には、伊藤生更21首、山崎方代12首等、県内出身の主要歌人の短歌が掲げられている。ちなみに生更の長男は、夭折の歌人伊藤健一で、短歌結社「みづがき」が中村美穂選による『伊藤健一歌集』(昭和8年）を出版している。

## 略年譜
- 1884年（明治17年）…北巨摩郡穴山村（現・北巨摩郡韮崎市穴山町3385番地）に生まれる。三人の妹がいる。
- 1906年（明治39年）…山梨師範学校卒業、北巨摩郡穴山尋常・高等小学校訓導。
- 1907年（明治40年）..山梨師範学校付属小学校訓導（『あゆみ』44、395頁、山梨大学付属小学校発行）。
- 1908年（明治41年）…甲府に転居。
- 1909年（明治42年）…森田銀次郎・ふゆの次女はな（『山梨県史』19巻、495頁）と結婚。
- 1913年（大正2年）…西山梨郡山城尋常・高等小学校訓導兼校長。
- 1917年（大正6年）…南都留郡視学（指導主事）。
- 1919年（大正8年）…東山梨郡視学。
- 1923年（大正12年）…山梨師範学校嘱託教師となる。教科書に掲載されていた斎藤茂吉の歌に感銘を受け、余生を歌に生きようと決心する。
- 1926年（大正15年）…短歌結社「アララギ」入会、斎藤茂吉に師事する。
- 1935年（昭和10年）…短歌雑誌「美知思波」を創刊・主宰する。山梨師範学校嘱託を辞す。
- 1936年（昭和11年）…山梨県教育会機関紙『山梨教育』の編集委員となる。
- 1939年（昭和14年）…『山梨教育』編集発行責任者となる。『紀元二千六百年記念山梨県教育会史』昭和16年を発行。
- 1948年（昭和23年）…山梨県教育会解散。山梨県教育会館維持財団理事長を辞任（『甲府教育百年史』342頁）。
- 1954年（昭和29年）…山梨放送（ラジオ山梨）と山梨日日新聞の短歌選者となる。
- 1972年（昭和47年）…老衰にて死去。88歳没。

## 歌集
- 『草谷』 1936年（昭和11年）
- 『柴山』 1951年（昭和26年）
- 『山雲』 1953年（昭和28年）
- 『甲斐の国』 1965年（昭和40年）

## 著書
- 『茂吉秀歌の鑑賞』 1959年（昭和34年）
- 『作歌道』 1949年（昭和24年）

## 歌碑
甲府市夢見山中腹
　北の方（かた）より駒鳳凰農鳥と我が目を移す雪の高山
甲府市つつじヶ崎霊園
　谷の道のぼりきたれるまなしたに雨のにごりの草谷をゆく
北杜市白州町総合会館
　春あらし日（け）ならべ吹けば駒ヶ嶺の峯は隠らふ昨日も今日も
韮崎市穴山町さくら公園
　南風吹きのぼりくる柴山の芽ぶきはゆらぐ光乱して